# Apeadero Moody Brook
Moody Brook era un apeadero que oficiaba de terminal y playa logística del Ferrocarril Camber. Se hallaba ubicado en la zona rural contigua a Puerto Argentino, territorio británico de ultramar. Precisamente, se asentó en la costa este de la isla Soledad y el inicio de la península Camber, casi en la desembocadura del Moody Brook (arroyo Caprichoso). La latitud sobre la que se ubicó lo volvió uno de los puntos ferroviarios más australes del mundo.

## Toponimia
Moody Brook es la denominación de una pequeña corriente de agua que desemboca en inmediaciones de este punto. La misma recuerda al Coronel Richard Moody, Teniente que gobernó las islas entre 1841 y 1849. El arroyo también es llamado Caprichoso por la denominación argentina.

## Historia
La razón de las instalaciones militares en la península Camber estuvo dada en que esta ocupa un sector importante en la estructura defensiva de Puerto Argentino, pues dicha lengua de tierra cubría todo el frente norte de la localidad, desde la punta Armada hasta la zona del arroyo Moody, estando separada de la península del Aeropuerto por un estrecho.El Ejército Británico durante la Segunda Guerra Mundial guarneció la zona y la Armada Británica había desarrollado facilidades logísticas en el sector sur de la península. 
Desde 1915 se instaló en su desembocadura un transmisor de radio fue construido para mejorar las comunicaciones al hemisferio norte, tras las batallas  ocurridas en el Atlántico Sur durante la Primera Guerra Mundial. El mar en este punto es poco profundo y, por lo tanto, el carbón y los materiales debieron descargarse en el Camber Depot en el lado del puerto de Navy Point. Para lograr el funcionamiento de estas instalaciones se construyó el pequeño ferrocarril Camber que iniciaba su recorrido de 5.6 kilómetros en el embarcadero Navy Port  hasta inmediaciones de la desembocadura de este arroyo. Para los años 1920 el ferrocarril es abandonado por el gobierno británico cuando se pasó de carbón a petróleo el combustible para la generación de la electricidad en la estación. Además, las investigaciones del Profesor Smith que redujeron enormemente el poder necesitado para el funcionamiento. Algunas fuentes sugieren que se mantuvo activo por lo menos hasta 1927 y otros señalaron actividades todavía hasta los años 1940.
Los rieles continuaron siendo usados por los vecinos  por varios años hasta que cayeron en el olvido. El abandono junto con el aire húmedo y salino de las islas desmejoro con el tiempo las máquinas del ferrocarril. Además, sufrieron el despojo de algunas de sus partes útiles, como los tanques de agua que se encontraban en los domos de las calderas. Ya para 1943 fotografías las presentan abandonadas y maltrechas, con piezas y partes faltantes, pero parecen conservar sus ruedas y otras partes fundamentales. El tendido ferroviario permaneció varios años más. Esto se conoce por las fotos de isleños “surfeando” en pequeños vagones dotados de velas. Sin embargo, con el tiempo los rieles fueron usados como contraganados y para las vigas de galpones.
Partes de la infraestructura se utilizaron en la Guerra de las Malvinas de 1982. Como ejemplo cuando los soldados del Batallón de Infantería N°.5 construyó un fuerte cuyo techo estaba sólidamente reforzado con rieles y durmientes tomados de la sección final del ferrocarril ubicada en inmediaciones del cuartel de los Royal Marines en Moody Brook; estas instalaciones militares fueron completamente destruidas por las fuerzas armadas argentinas. Los soldados argentinos desconocían la historia del ferrocarril malvinense, tomaron rieles y durmientes pensado que era material de alguna cantera o muelle por su poco peso y tamaño. Además, las tropas argentinas destruyeron la antigua usinia que era empleada por los militares británicos como guarnición.
Tras la guerra gracias a mapas en las noticias en la TV de la BBC (Autoridad Británica de Radio y TV) se pudo indicar al ferrocarril. Esto fue aprovechado a aficionados. Sus descubrimientos fueron notificados en la Railway Magazine a fines de 1982. Se redescubrieron desvíos en Navy Point, restos de mesas giratorias para vagones, máquinas estaban enterradas debajo un montón de chatarra y bajo el agua estaban algunos vagones. 

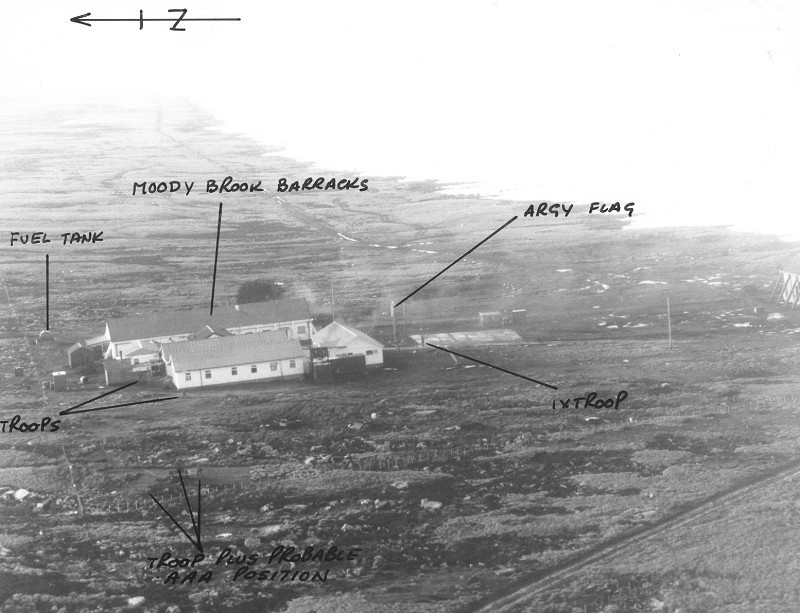
Cuarteles de Moody Brook antes del ataque argentino. Se observa posible huella del terraplén del ferrocarril rodeándolo.

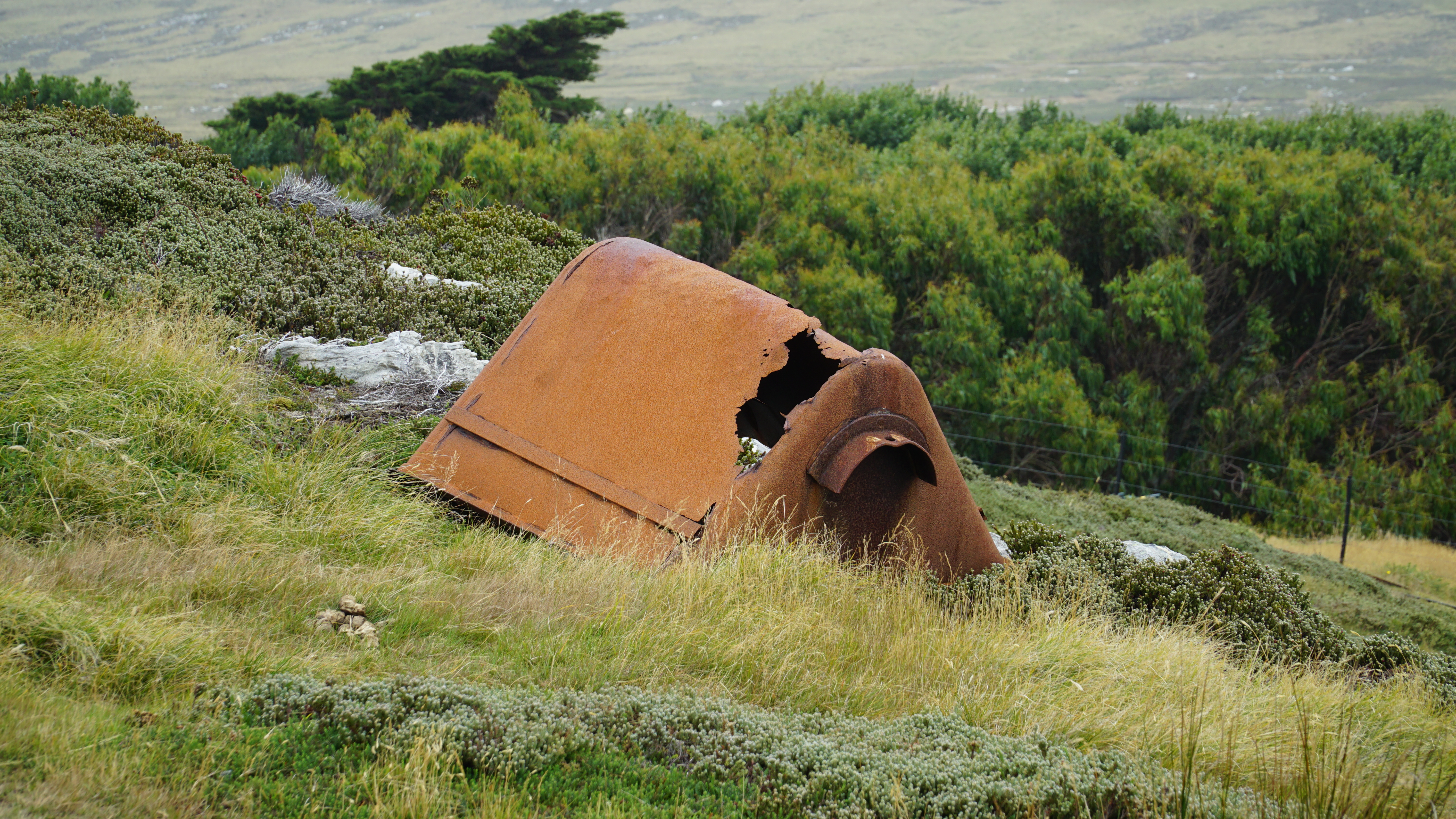
Restos de un vagón volcador en proximidades del sitio donde estuvo el apeadero.
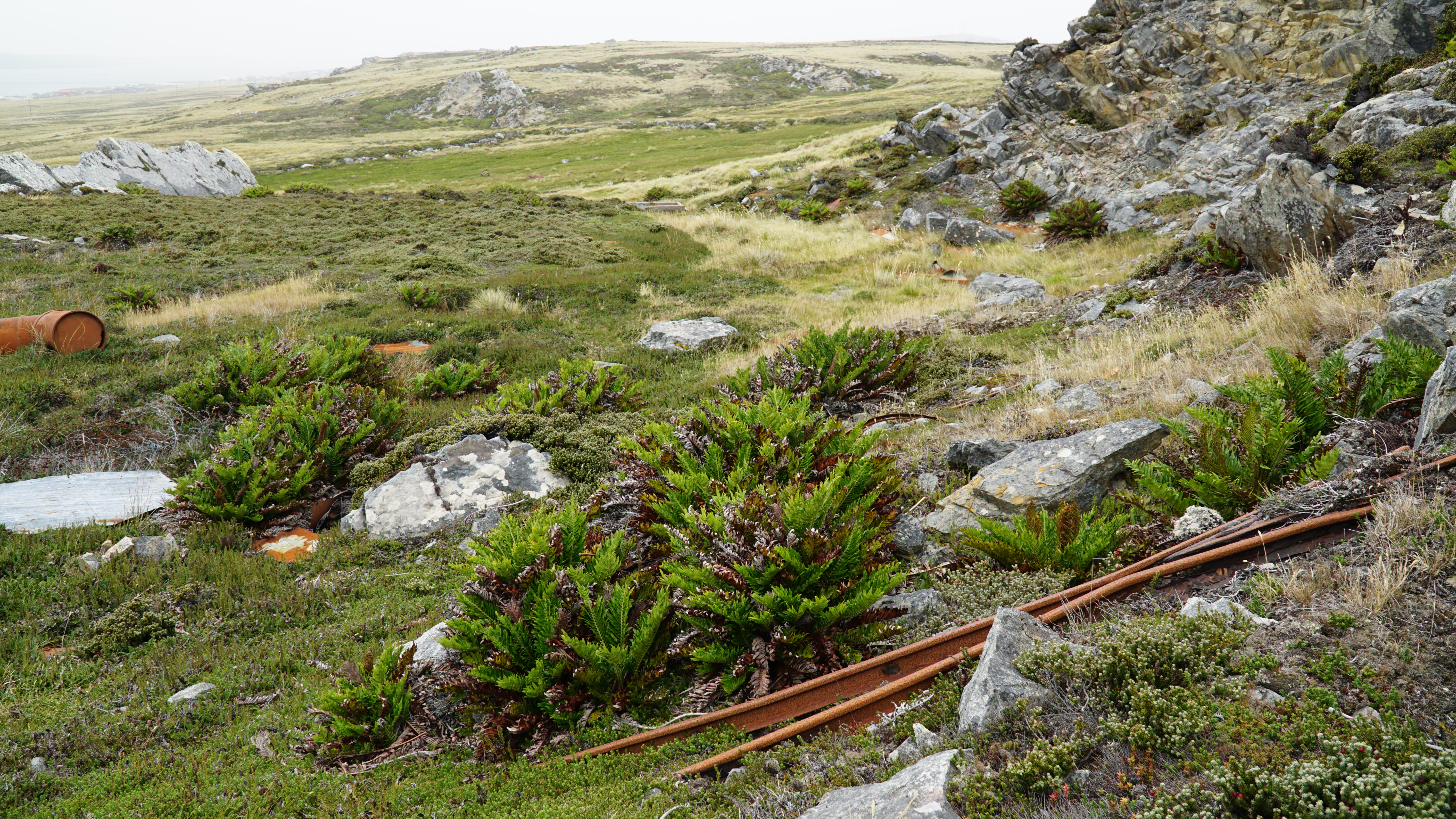
Rieles tomados de Moody Brook y dejados por las tropas argentinas en las colinas próximas.
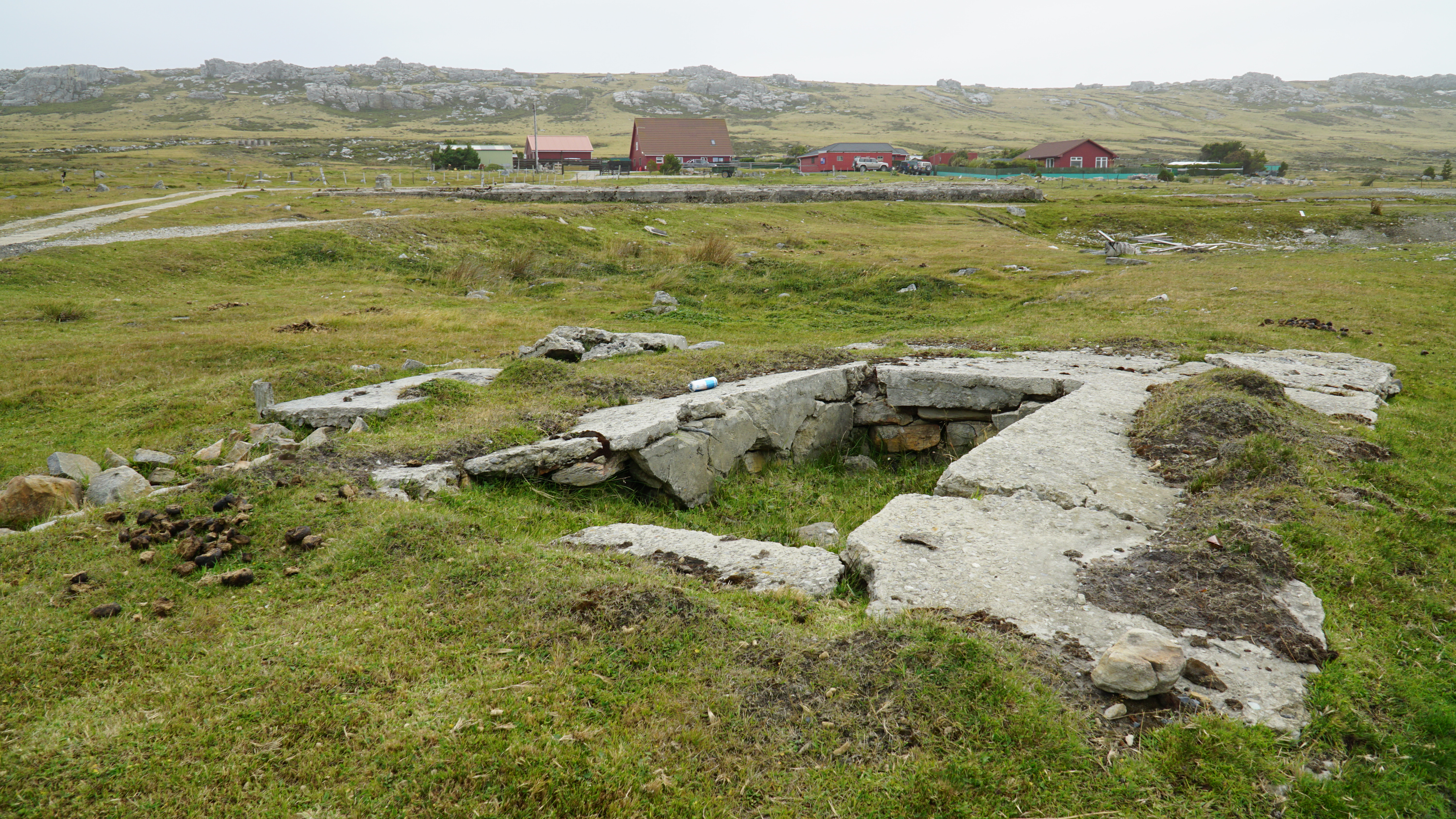
Ruinas de la usina del transmisor con los cuarteles actuales de fondos.
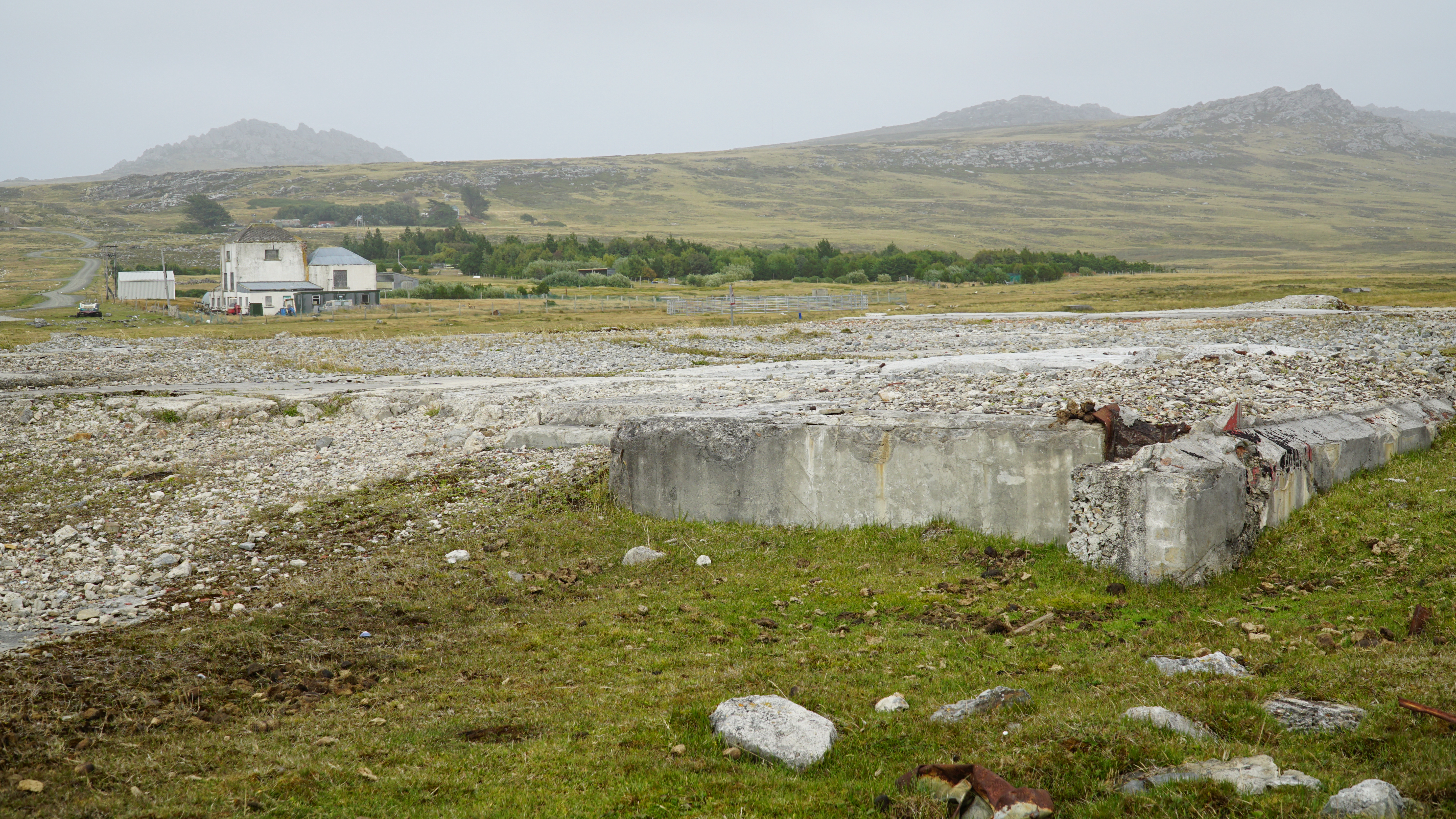
Otra vista de las ruinas de la usina, que luego fue un cuartel y que posteriormente fue destruido por las fuerzas armadas argentinas. De fondo se observa población rural de Puerto Argentino.
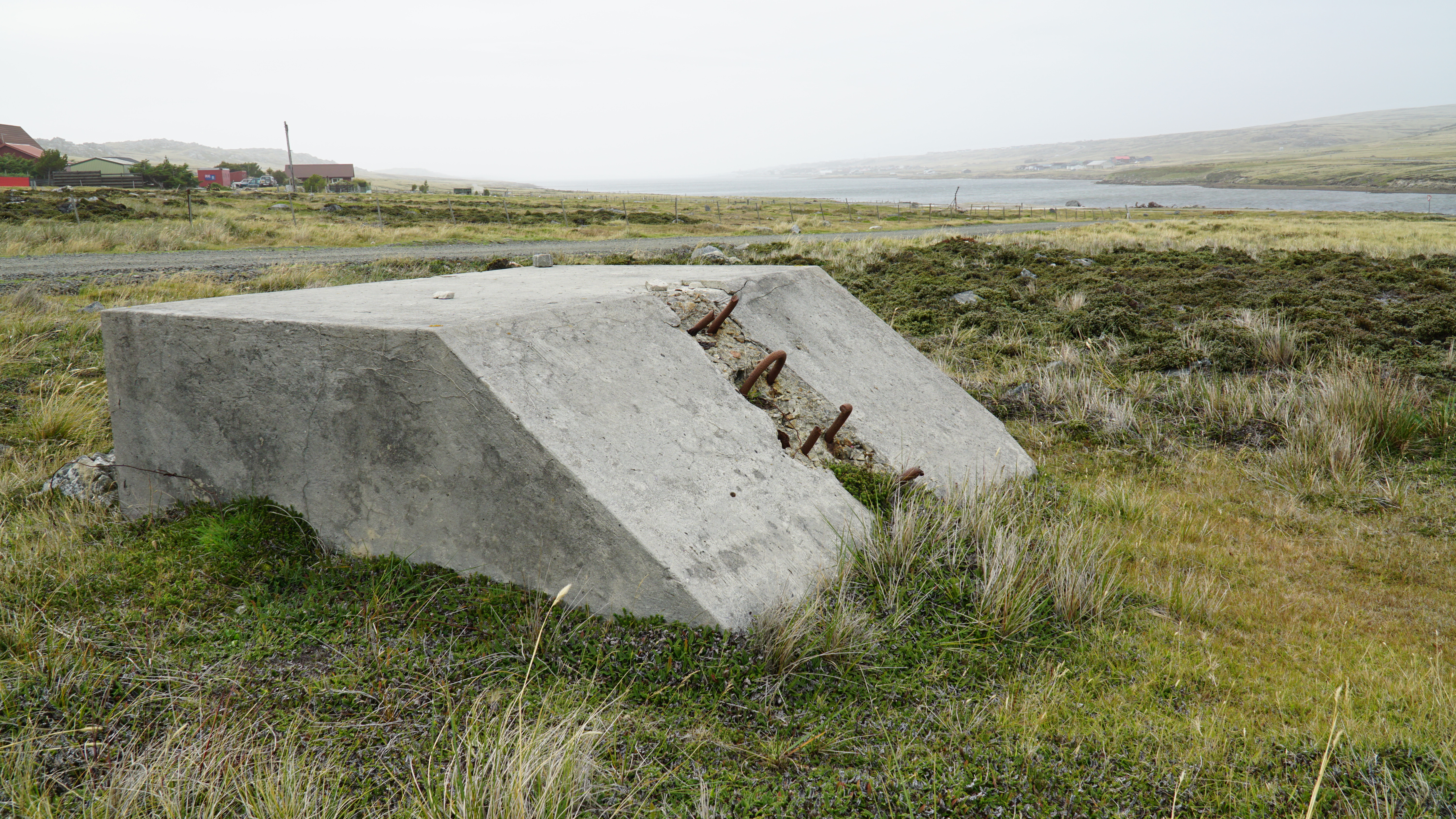
Restos del transmisor con los cuarteles nuevos de fondo.
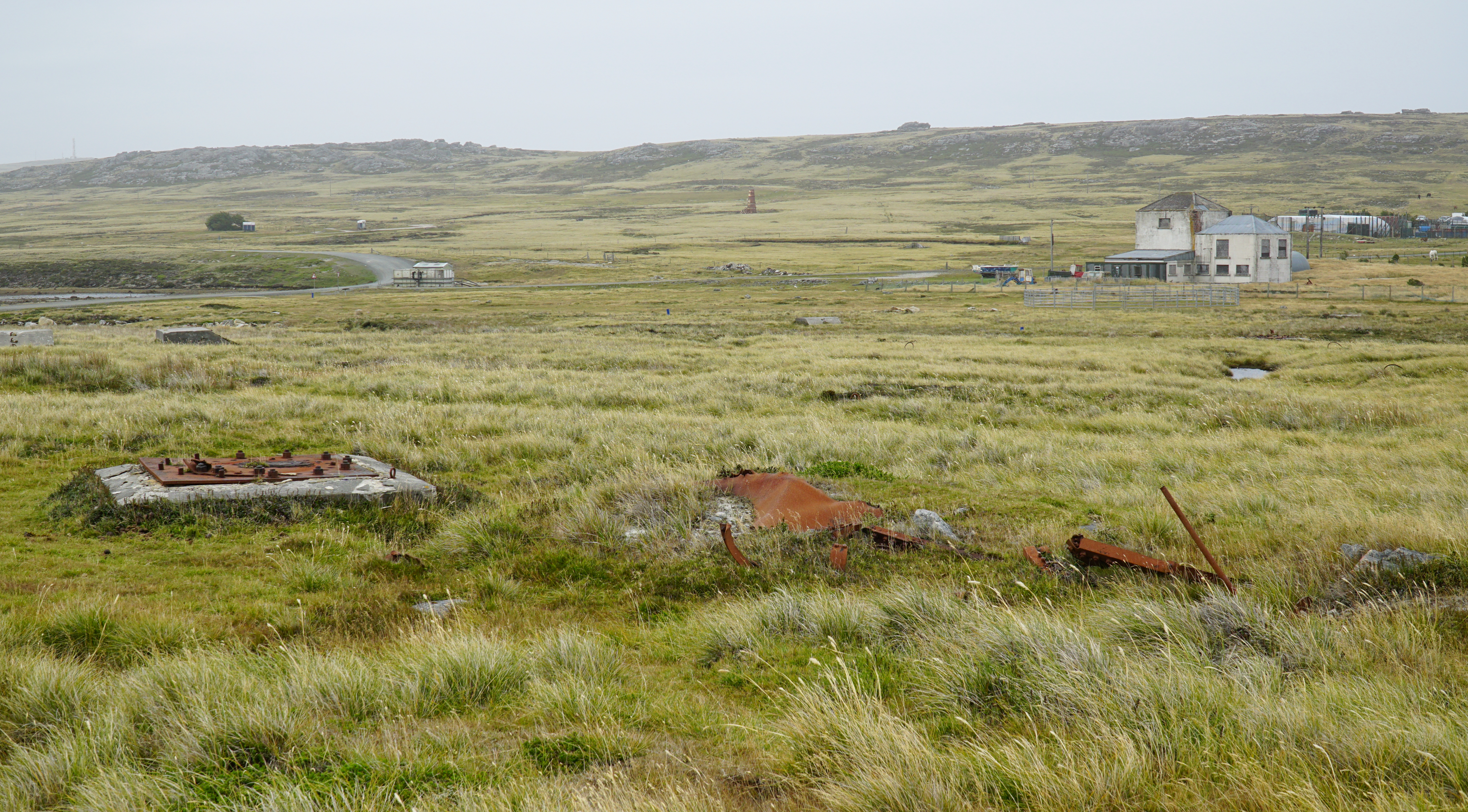
Otros restos del transmisor con edificaciones rurales de fondo.
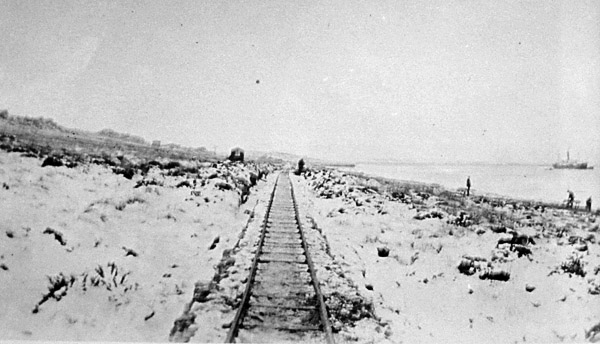
Desde Moody Brook se observa la península hacia el mar adentrarse. Nótese que el ferrocarril era operativo con inclemencias climáticas como la nieve.